# 查溫區
查溫區（西班牙語：Distrito de Chavín）是秘魯的一個區，位於該國中南部伊卡大區的欽查省，面積426.2平方公里，海拔高度3,187米，2005年該區人口968，人口密度每平方公里2.3人。